# Čudniv
Čudniv (in ucraino Чуднів?, in polacco Cudnów, in yiddish טשודנאוו‎?, in russo Чу́днов?, Čudnov) è una città ucraina (5 357 abitanti) situata nel distretto di Žytomyr, nell'oblast' di Žytomyr. Ospita l'amministrazione della comunità territoriale di Čudniv, una delle comunità territoriali dell'Ucraina.
Fino al 18 luglio 2020 Čudniv è stata il centro amministrativo del distretto di Čudniv, abolito come parte della riforma amministrativa dell'Ucraina, che ha ridotto a quattro il numero dei distretti dell'oblast' di Žytomyr. L'area del distretto di Čudniv è stata fusa nel distretto di Žytomyr.

## Geografia
Čudniv sorge sulle rive del fiume Teteriv, a 50 km a sud-ovest di Žytomyr.

## Storia
La battaglia di Čudniv, uno scontro combattuto tra esercito russo e polacco-lituano, ebbe luogo nell'ottobre 1660 nei pressi della cittadina durante la guerra russo-polacca. Nel 1866 il romanziere polacco dell'era romantica Henryk Rzewuski morì a Čudniv. Durante la seconda guerra mondiale l'esercito nazista occupò la città e imprigionò gli ebrei, una minoranza significativa della popolazione cittadina dell'epoca, nel ghetto. Nel 1941 furono assassinati in massa da un Einsatzgruppen di tedeschi e poliziotti ucraini.